# 河辺満甕
河辺 満甕（かわべ みつかめ、1897年7月29日 - 1970年5月9日）は日本の牧師、伝道者、教育者。

## 生涯
1897年(明治30年)兵庫県生まれ。河辺貞吉の長男として淡路島・福良に生まれる。関西学院文学部卒業した後、1920年(大正9年)にアメリカ合衆国に留学しグリーンビル・カレッジに留学し、その後ドルー神学校で学んだ後、イギリスに渡りエディンバラ大学、オックスフォード大学で学ぶ。その後、エルサレムのアメリカ東洋研究所員になり、W・F・オルブライトの指導を受ける。1925年(大正14年)帰国。林順と結婚し、関西学院文学部教授に就任する。のち予科長、高校校長、宗教総主事をつとめる一方、自由メソヂスト教会教職として牧会にも従事する。
1948年自由メソヂスト教会を離れ自宅を開放し開拓伝道を始め、単立千里山基督教会を設立する。1949年(昭和24年)関西学院を一時休職してカナダに渡りトロント大学で学び、1950年(昭和25年)には博士号を取得する。
1962年(昭和37年)に関西学院を辞職し伝道に専念する。1963年(昭和38年)河辺貞吉記念礼拝堂を建設する。産婦人科、幼稚園、教会学校体育館、祈祷室、集会・宿泊所「シオン・ロッジ」などの建設を計画し、4500坪の丘陵を「シオンの丘」と名付け、施設の建設を行った。また、ケズィック・コンベンションや大阪朝祷会などの超教派の活動を行う。
晩年は、信徒教育のための「シオン聖書学校」を開校した。1970年(昭和45年)に死去する。

## 年譜
- 1897年 - 兵庫県生まれ。河辺貞吉の長男として淡路島・福良に生まれる。
- 1919年 - 関西学院文学部卒業。
- 1920年 - ドルー神学校で卒業。
- 1925年 - 関西学院文学部教授。のち予科長、高校校長、宗教総主事をつとめる一方、自由メソヂスト教会教職として牧会にも従事。
- 1948年 - 自由メソヂスト教会を離れ自宅を開放し開拓伝道を開始。単立千里山基督教会を設立。
- 1970年 - 死去

## 著書
- 『概説旧約地誌』(1950年)
- 『旧約の歴史』(1950年)
- 説教集『千里山の声』(1971年)